# Тин У
Тин У (бирм. တင်ဦး, tɪ̀ɴ ʔú; 3 марта 1927, Патейн — 1 июня 2024, Янгон) — бирманский военный и государственный деятель, отставной генерал, диссидент. Министр обороны и Верховный главнокомандующий Вооружёнными силами Бирмы (1974—1976). Один из лидеров демократического движения в Бирме (Мьянме), председатель Национальной лиги за демократию (1988—1989).

## Военная карьера и преследования
Тин У родился в Бассейне, крупнейшем городе в дельте Иравади. С началом Второй Мировой он бросил школу, в 1943 году вступил в Армию независимости Бирмы и дослужился до командира роты. После войны он остался в армии и вступил в один из трёх бирманских стрелковых батальонов, из которых состояли в тот момент вооружённые силы Бирмы. Командиром батальона был Не Вин, позже захвативший власть в стране. Тин У быстро продвигался по службе и в 1964 году стал командующим Центрального военного округа, а в 1976 году назначен главнокомандующим и министром обороны в правительстве Не Вина.
Тин У пользовался большой популярностью в армии и среди населения, что беспокоило Не Вина. Он был сторонником более мягкой линии и выступал за экономические реформы. Когда в 1976 году студенты на демонстрациях стали скандировать имя Тина У, Не Вин обвинил его в коррупции и поддержке готовящегося военного переворота и сместил со всех постов. В 1977 году Тин У был арестован и отправлен в тюрьму Инсейн, где провёл 7 лет в тяжёлых условиях. В 1981 году он был амнистирован, после чего получил степень по юриспруденции. В 1988 он присоединился к Национальной лиге за демократию, после чего отсидел в тюрьме с 1989 по 1995 и с 2003 по 2010 годы.
В 1997 году его дочь, профессор Янгонского университета, погибла от присланной отцу посылки с бомбой.
В мае 2017 года он был доставлен в больницу с инсультом, после чего проходил реабилитацию.
В феврале 2020 года Тин У получил приглашение от бирманской армии присутствовать на праздновании 75-летия Бирманских вооружённых сил.
Умер 1 июня 2024 года в 8:45 утра во время госпитализации с пневмонией в Рангуне. Ему было 97 лет.